# San Salvador de Cantamuda
San Salvador de Cantamuda es una localidad y también una pedanía del municipio de La Pernía en la provincia de Palencia, en la comunidad autónoma de Castilla y León, España.

## Geografía
Es la capital municipal, en la comarca de Montaña Palentina. Está a una distancia de 132 km de Palencia, la capital provincial y a 15,3 km de la localidad palentina de Cervera de Pisuerga.

## Historia
San Salvador de Cantamuda se denominaba hasta el siglo XVI San Salvador de Campo de Muga de Pernía. El pueblo surgió alrededor de la Colegiata de San Salvador.

## Geografía humana

### Demografía
| Gráfica de evolución demográfica de San Salvador de Cantamuda entre 1842 y 1970 |
| |
| Población de derecho según los censos de población del INE Población de hecho según los censos de población del INEEn estos censos se denominaba San Salvador de Cantamuga: 1857, 1860, 1877, 1887, 1897, 1900 y 1910 Entre el censo de 1857 y el anterior, crece el término del municipio porque incorpora a 345019 (El Campo) y 345047 (Lebanza) Entre el censo de 1981 y el anterior, este municipio desaparece porque se agrupa en el municipio 34904 (La Pernía) |

Evolución de la población en el siglo XXI
| Gráfica de evolución demográfica de San Salvador de Cantamuda entre 2000 y 2020 |
|                                                                                 |
| Población de derecho (2000-2020) según el padrón municipal del INE              |

## Patrimonio
- Colegiata de San Salvador: Actual iglesia parroquial. Declarada Bien de Interés Cultural (B.I.C.) por la Junta de Castilla y León el 4 de febrero de 1993. El pueblo surgió alrededor de esta colegiata, fundada por la condesa de Castilla María Elvira, mujer del conde Rodrigo Guntis y sobrina de Fernando I, que en ella fue enterrada. Por ello fue patronato real hasta 1123 en que Alfonso VII la entregó a los obispos palentinos. La edificación actual debe datar del año 1185, cuando Alfonso VIII crea el condado de Pernía a favor del obispo Don Raimundo.
- Rollo juridisccional: siglo XVI, declarado Bien de Interés Cultural (B.I.C.) en 18 de febrero de 1960.
- Casas hidalgas.
- Está situada dentro del parque natural Montaña Palentina